# Vaesita
La vaesita es un mineral de la clase de los minerales sulfuros, y dentro de esta pertenece al llamado “grupo de la pirita”. Fue descubierta en 1945 en la mina Kasompi en Katanga (República Democrática del Congo), siendo nombrada así en honor de Johannes F. Vaes, mineralogista belga.

## Características químicas
Es un sulfuro simple de níquel. Estructura cristalina semejante a la de otros minerales sulfuros del grupo de la pirita al que pertenece.
Forma una serie de solución sólida con la cattierita (CoS2), en la que la sustitución gradual del níquel por cobalto va dando los distintos minerales de la serie.
Además de los elementos de su fórmula, suele llevar como impurezas: cobalto y hierro.

## Formación y yacimientos
Aparece diseminada en masas de dolomita, formándose como producto de la alteración secundaria de níquelskutterudita deficiente en arsénico.
Suele encontrarse asociado a otros minerales como: níquelskutterudita, pirita, polidimita o uraninita.
Se extrae de las minas como mena del metal de níquel.